# 图凡·埃尔许尔曼
图凡·埃尔许尔曼（土耳其語：Tufan Erhürman，1970年—），土耳其裔塞浦路斯人学者、律师、外交官及前任北賽普勒斯總理。